# Argeu Hortêncio Monjardim
- Este artigo foi inicialmente traduzido, total ou parcialmente, do artigo da Wikipédia em inglês cujo título é «Argeu Hortênsio Monjardim», especificamente desta versão.

Argeu Hortênsio Monjardim foi um político brasileiro. Foi vice-governador do estado do Espírito Santo em 1904 e governou o estado por três semanas, até que o governador eleito, Henrique da Silva Coutinho, foi considerado apto para exercer o cargo. Era filho de Alfeu Adolfo Monjardim de Andrade e Almeida, o Barão de Monjardim. Era primo de segundo grau e posteriormente tornou-se genro de José de Melo Carvalho Muniz Freire.